# Slim food
 Der er for få eller ingen kildehenvisninger i denne artikel, hvilket er et problem. Du kan hjælpe ved at angive troværdige kilder til de påstande, som fremføres i artiklen.

Begrebet Slim Food kommer fra engelsk, og bruges om færdiglavet varm mad som man kan købe i cafeer eller lignende. Det særlige ved maden er, at den starter en vægtreducerende proces i kroppen.[kilde mangler] Derudover har maden flere fordele; den er billig, mange kan lide den og den er hurtigt spist. Dog er også ulemper, såsom at den er  ødelæggende for traditionel madkultur.
Madtypen har udviklet sig i samspil med det moderne samfund, hvor folk går mere ud for at arbejde eller hygge sig og samtidig bruger mindre tid hjemme, men også bliver mere og mere overvægtige. Udover at maden hurtigt er færdig, kan den også spises hurtigt, hvad der passer godt i en travl hverdag. Meget Slim Food kan desuden spises uden bestik, noget som mange oplever som enklere. På mange måder minder den altså meget om Fast food.
Der er endnu ikke mange selvstændige Slim Food-steder, men markedet er præget af den store og multinationale kæde ID-Food.